# Fimbristylis gigantea
Fimbristylis gigantea är en halvgräsart som beskrevs av Georg Kükenthal. Fimbristylis gigantea ingår i släktet Fimbristylis och familjen halvgräs.
Artens utbredningsområde är Zambia. Inga underarter finns listade i Catalogue of Life.